# Mang Sumatra
Mang Sumatra (danh pháp hai phần: Muntiacus montanus) là một loài hươu có kích thước như một con chó lớn. Mang Sumatra được phát hiện vào năm 1914, nhưng đã không nhìn thấy được kể từ năm 1930, cho đến khi một con vật bị bẫy và được giải thoát khỏi bẫy thợ săn trong công viên quốc gia Kerinci Seblat, Sumatra, Indonesia vào năm 2002.